# Fataga
Fataga es una localidad española perteneciente al municipio de San Bartolomé de Tirajana, en la isla de Gran Canaria, comunidad autónoma de Canarias.

## Situación
Fataga está situada en el barranco de Fataga, llamado el "valle de las mil palmeras", entre acantilados escarpados marrones, rodeado por una estrecha franja de color verde. Parte de las laderas de las montañas están adornadas de bosques de pino.

## Descripción
Fataga es una de las localidades que mejor cuidan su patrimonio en Gran Canaria. Varias casas conservan su estado tradicional canario, en sus viejas y estrechas calles pavimentadas con piedra. Es por ello que tiene una candidatura del Patrimonio Mundial.

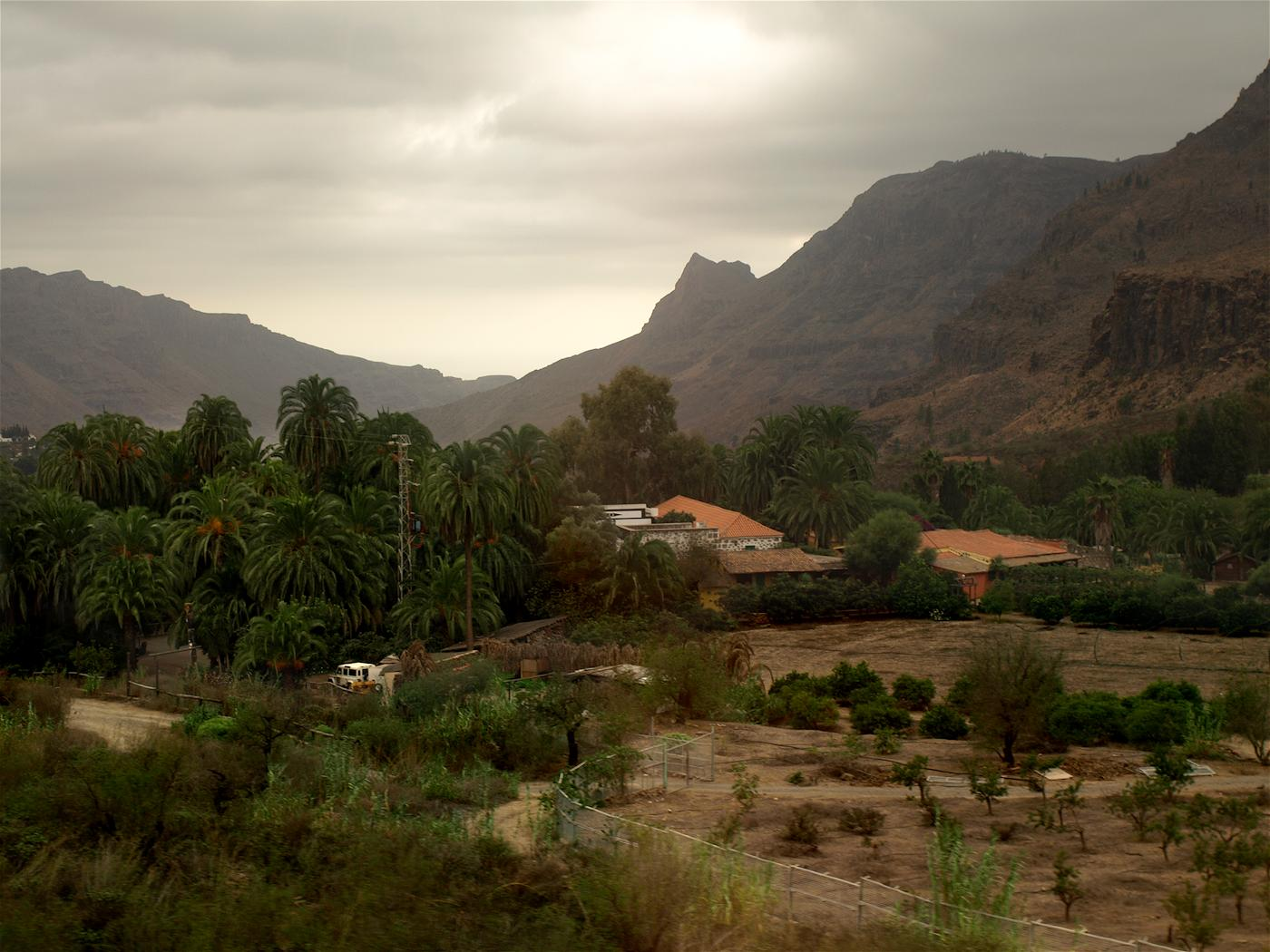
Vista de Fataga.

Dos restaurantes, dos tiendas turísticas, el antiguo molino de Cazorla (molino de agua), una galería de arte y un museo desde 2006 -Museo de Fataga- son los otros centros de atracción turística. La antigua panadería estaba fuera de servicio a finales de 2006.
El pueblo sufrió en 2007 los daños de incendios. Además de la destrucción de edificios - como un vivero - se quemaron muchas plantas. Los residentes realizaron un enorme esfuerzo contra el fuego en la aldea: no se consiguió hacer invisibles los daños, pero la aldea quedó habitable inmediatamente. 